# Jannis Scheidiger
Jannis Scheidiger (* 8. August 2002 in Basel) ist ein Schweizer Handballspieler.

## Karriere

### Im Verein
Jannis Scheidiger steht im Kader des HSC Suhr Aarau. Im Sommer 2025 wechselte er zum HC Kriens-Luzern.

### In Auswahlmannschaften
Sein erstes Spiel für die Schweizer Nationalmannschaft machte er 2023 gegen Japan. Er stand im Kader für die Weltmeisterschaft 2025 und erreichte mit der Auswahl den 11. Platz.